# Escholzmatt
Escholzmatt (toponimo tedesco) è una frazione di 3 134 abitanti del comune svizzero di Escholzmatt-Marbach, nel distretto di Entlebuch (Canton Lucerna).

## Storia

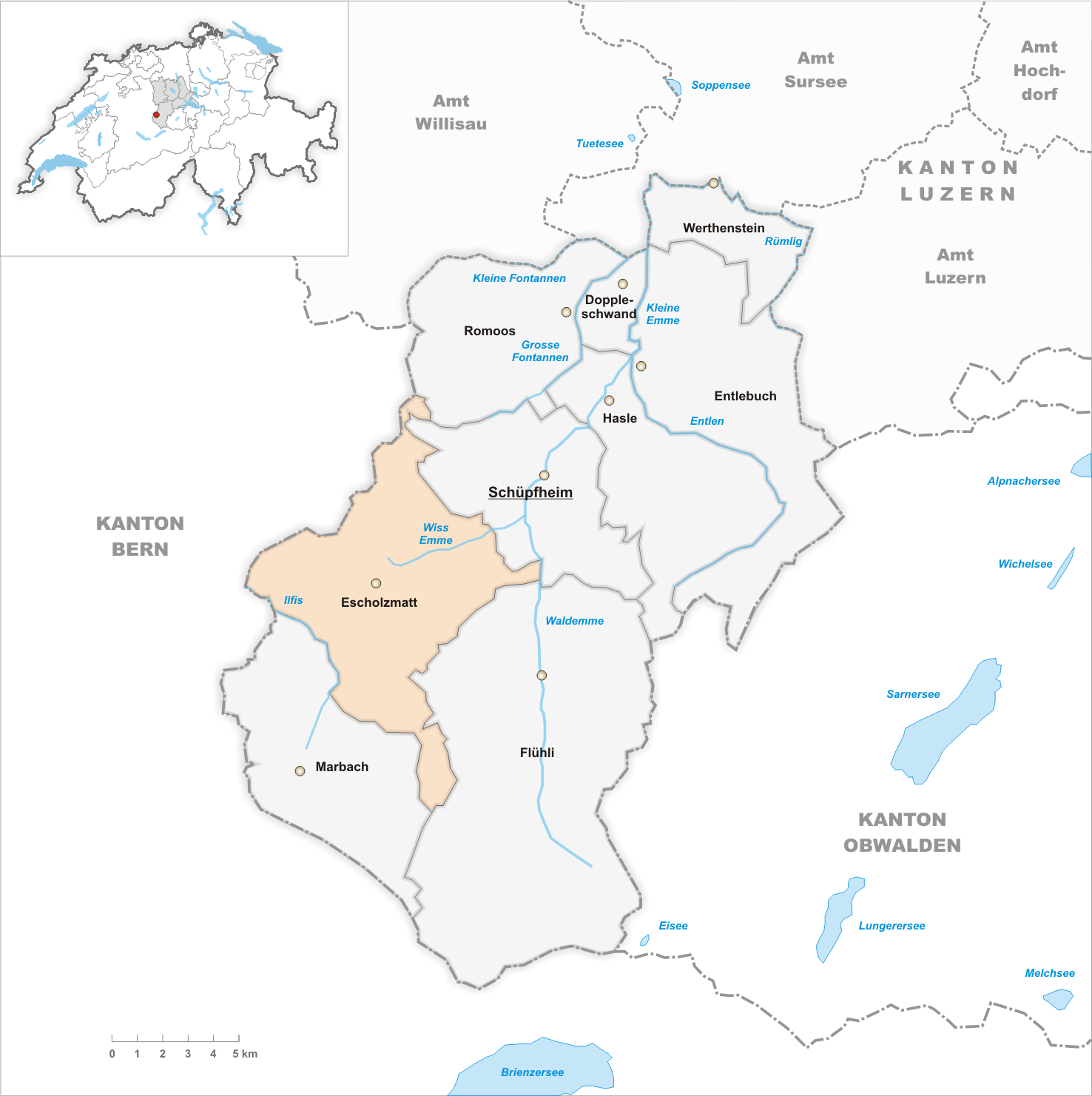
Il territorio del comune di Escholzmatt prima degli accorpamenti comunali del 2013

Già comune autonomo che si estendeva per 61,29 km² e che comprendeva anche le frazioni di Dürrenbach, Feldmoos, Lehn, Schärlig e Wiggen, il 1º gennaio 2013 è stato accorpato all'altro comune soppresso di Marbach per formare il nuovo comune di Escholzmatt-Marbach, del quale Escholzmatt è il capoluogo.

### Simboli
La torre ricorda l'antico dominio asburgico che aveva sede in un castello che sorgeva sull'Hinderchnubel a Wiggen; le croci fanno riferimento alla concessione della chiesa parrocchiale all'Ordine Teutonico di Sumiswald. Fino al XIX secolo era utilizzato lo stemma del cancelliere di corte Felder von Krummegg: «d'argento, a tre rose di rosso, fogliate di verde, su un monte dello stesso».

## Monumenti e luoghi d'interesse
- Chiesa parrocchiale cattolica di San Giacomo, eretta nel XII secolo e ricostruita nel 1893-1894 da August Hardegger[2];
- Chiesa riformata, eretta nel 1947[2].

## Società

### Evoluzione demografica
L'evoluzione demografica è riportata nella seguente tabella:
Abitanti censiti

## Economia
L'economia locale trae impulso principalmente dal settore terziario.

## Infrastrutture e trasporti

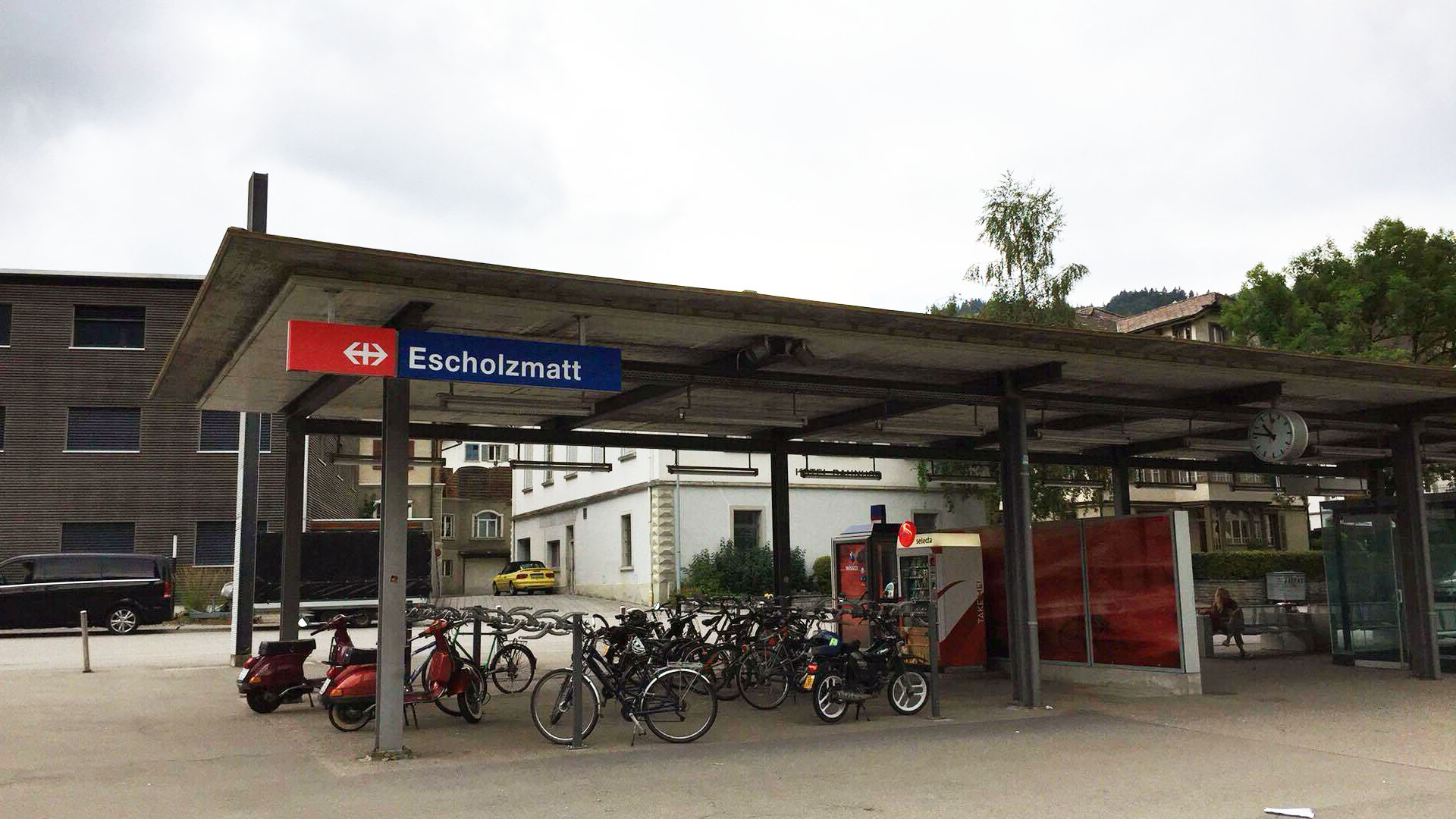
La stazione di Escholzmatt

Escholzmatt è servito dalla stazione ferroviaria omonima e da quella di Wiggen delle Ferrovie Federali Svizzere, sulla linea Berna-Lucerna; è collegato a Steffisburg, nel Canton Berna, dal passo Schallenberg.